# 基于位置的服务
基于位置的服务（英語：Location-Based Service）又稱適地性服務、行動定位服務、位置服务、置於位置的服务，是通过移动运营商的蜂窩網絡（如GSM网、LTE网）、IP位址或外部定位方式（如GPS）获取移动终端用户的位置訊息（地理坐标）。在GIS平台的支持下，为用户提供相应服务的一种增值业务。
位基服务可以应用於不同的领域，例如：健康、工作、個人生活等。此服務可以用來辨認一個人或物的位置，例如發現最近的提款機或朋友同事的目前的位置，也能透過客戶目前所在的位置提供直接的手機廣告，並包括個人化的天氣訊息提供，甚至提供在地化的遊戲。

## 分類

### 地緣性搜尋
拉式搜尋，利用手機定位來接收某距離內使用者感興趣的人、地、物。 
- 地的搜尋：附近要賣的房子、最近的加油站
- 人的搜尋：走失的老人
- 物的搜尋：遺失的手機位置

### 地緣性通知
透過手機的SMS或APP(LINE)，來通知附近相關的人重要訊息，例如附近大拍賣、塞車、活動集會訊息。

### 地缘性宣传推广
透过结合RCS 富媒体短讯 （页面存档备份，存于）（Rich communication service）和LBS 位置信息，提供更丰富、更生动的用户体验。它可以在短讯中嵌入图片、音频、视频等多媒体内容，并将这些内容与位置信息相结合，提供更具互动性和个性化的信息传递方式。
LBS富媒体短讯的应用范围非常广泛，例如在零售业中，品牌可以向消费者发送包含优惠券、促销信息的LBS富媒体短讯，以吸引消费者到店消费；在旅游业中，旅游公司可以向旅客发送包含旅游路线、景点介绍等信息的LBS富媒体短讯，以提升旅游体验。
LBS富媒体短讯还可以与其他技术结合使用，例如人工智能、大数据等，实现更加精准的定位和个性化的信息推送。它在促进品牌和消费者之间的互动、提升用户体验方面具有重要的作用。

### 地緣性執行
以LBS 直接執行某種交易行為，例如行動付款(Mobile Payment)，或是手機下載QR code 高鐵車票。